# Somchai Subpherm
Somchai Subpherm (thailändisch สมชาย ทรัพย์เพิ่ม, * 8. März 1962 in Chonburi) ist ein thailändischer Fußballtrainer und ehemaliger Fußballspieler.

## Karriere

### Spieler

#### Verein
Somchai Subpherm erlernte das Fußballspielen in der Jugendmannschaft vom FC Krung Thai Bank. Hier stand er von 1980 bis 1988 unter Vertrag. Der Verein spielte in der ersten thailändischen Liga. 1989 wechselte er für zwei Jahre nach Japan. Hier stand er beim damaligen Erstligisten Cosmo Oil Yokkaichi FC in Mie unter Vertrag. Im Januar 1991 kehrte er in sein Heimatland zurück. Hier schloss er sich dem TOT SC aus Bangkok an. Am 1. Januar 1996 beendete er seine Karriere als Fußballspieler. In der Saison 2013 stand er wieder bei seinem alten Verein TOT unter Vertrag. Hier absolvierte er sein letztes Erstligaspiel. Am letzten Spieltag (34. Spieltag/3. November 2013) der Saison stand er nochmal im Auswärtsspiel gegen Buriram United für TOT auf dem Spielfeld. Hier wurde er in der 76. Minute für Supakit Niamkong eingewechselt. Mit seiner Einwechslung war er mit 51 Jahren, 7 Monaten und 25 Tagen der älteste eingesetzte Spieler in der Geschichte der Thai League.
Am 1. Januar 2014 beendete er endgültig seine Karriere als Fußballspieler.

#### Nationalmannschaft
Von 1980 bis 1990 spielte Somchai Subpherm 66-mal in der Nationalmannschaft von Thailand.

### Trainer
Somchai Subpherm begann seine Trainerkarriere am 1. Januar 1996 als Co-Trainer seines ehemaligen Vereins TOT SC. Hier stand er bis 30. November 2000 unter Vertrag. Von 2001 bis 2009 war er verantwortlicher Trainer beim FC Bangkok University. Mit dem Verein wurde er 2006 thailändischer Meister. Im Februar 2011 unterschrieb er wieder einen Vertrag beim TOT SC. Dieses Mal stand er als Cheftrainer bis zur Auflösung des Vereins im Jahr 2015 bei TOT an der Seitenlinie. Im Anschluss übernahm er das Traineramt beim Erstligisten Super Power Samut Prakan FC. Hier stand er bis Ende April 2016 unter Vertrag. Am 1. Juli 2016 übernahm er das Traineramt der U23-Mannschaft des Erstligisten Port FC. Mit der Mannschaft spielte er zuletzt in der vierten Liga. Hier trat der Klub in der Bangkok Metropolitan Region an. Bei Port stand er bis Ende November 2018 unter Vertrag. Anfang Juli 2019 wechselte er bis Saisonende als Cheftrainer zum Koh Kwang FC. Mit dem Verein aus Chanthaburi spielte er in der Eastern Region der vierten Liga. Mit Koh Kwang wurde er am Ende der Saison Vizemeister der Region. Ende Dezember 2021 übernahm er das Amt des Technischen Direktors beim Drittligisten Chanthaburi FC. Im August 2022 übernahm er zusätzlich  das Amt des Cheftrainers. Am Ende der Saison feierte er mit Chanthaburi die Meisterschaft der Eastern Region und qualifizierte sich für die Aufstiegsspiele zur zweiten Liga. In der Gruppenphase wurde man Erster und stieg direkt in die zweite Liga auf.

## Erfolge

### Trainer
FC Bangkok University
- Thailändischer Meister: 2006

Chanthaburi FC
- Thai League 3 – East: 2022/23  ▲